# Матаморос (муніципалітет Тамауліпасу)
25°33′00″ пн. ш. 97°32′00″ зх. д. / 25.55° пн. ш. 97.533333333333° зх. д.
Матаморос (ісп. Matamoros) — муніципалітет у Мексиці, штат Тамауліпас, з адміністративним центром у місті Еройка-Матаморос. Чисельність населення, за даними перепису 2010 року, становила 489 193 особи.

## Загальні відомості
Назву Matamoros дано на честь героя війни за незалежність Мексики Маріано Матамороса.
Площа муніципалітету дорівнює 4633 км2, що становить 5,77 % від загальної площі штату. Найвища точка — 39 метрів, розташована в поселенні Ла-Пальмита.
Він межує з іншими муніципалітетами штату Тамауліпас: на півдні з Сан-Фернандо, на заході з Ріо-Браво і Вальє-Ермосо, на півночі проходить державний кордон зі Сполученими Штатами Америки, а на сході омивається водами Мексиканської затоки.

## Заснування і склад
Муніципалітет утворено 1825 року, до його складу входить 717 населених пунктів, найбільші з яких:
| Код INEGI | Населений пункт | Чисельність населення (2005 рік) | Чисельність населення (2010 рік) |
| --------- | --- | -------------------------------- | -------------------------------- |
| 022       | Всього | 462157                           | 489193                           |
| 0001      | Еройка-Матаморос 25°52′47″ пн. ш. 97°30′15″ зх. д. / 25.87972° пн. ш. 97.50417° зх. д.                              | 422711                           | 449815                           |
| 0264      | Рамірес (ісп. Ramírez) 25°56′56″ пн. ш. 97°47′13″ зх. д. / 25.94889° пн. ш. 97.78694° зх. д.                        | 3390                             | 3743                             |
| 0104      | Ель-Контроль (ісп. El Control) 25°57′41″ пн. ш. 97°48′48″ зх. д. / 25.96139° пн. ш. 97.81333° зх. д.                | 3197                             | 3136                             |
| 0603      | Лас-Ігерильяс (ісп. Las Higuerillas) 25°15′44″ пн. ш. 97°26′10″ зх. д. / 25.26222° пн. ш. 97.43611° зх. д.          | 2036                             | 2139                             |
| 1890      | Сефересо-3 (в'язниця) (ісп. Cefereso Número 3) 25°50′50″ пн. ш. 97°38′0″ зх. д. / 25.84722° пн. ш. 97.63333° зх. д. | 468                              | 2082                             |
| 0337      | Санта-Аделайда (ісп. Santa Adelaida) 25°51′19″ пн. ш. 97°39′5″ зх. д. / 25.85528° пн. ш. 97.65139° зх. д.           | 1729                             | 1754                             |
| 0297      | Естасьйон-Сандоваль (ісп. Estación Sandoval) 25°54′9″ пн. ш. 97°39′50″ зх. д. / 25.90250° пн. ш. 97.66389° зх. д.   | 1095                             | 1146                             |
| 0146      | Галаненьйо (ісп. El Galaneño) 25°45′40″ пн. ш. 97°32′40″ зх. д. / 25.76111° пн. ш. 97.54444° зх. д.                 | 1150                             | 1057                             |

## Економіка
За статистичними даними 2000 року, працездатне населення зайняте за секторами економіки в таких пропорціях: сільське господарство, скотарство і риболовля — 3,5 %, промисловість і будівництво — 48,5 %, сфера обслуговування і туризму — 44,9 %, інше — 3,1 %.

## Інфраструктура
За статистичними даними 2010 року, інфраструктура розвинена так:
- електрифікація: 96,6 %;
- водопостачання: 94,5 %;
- водовідведення: 89,6 %.

## Фотографії

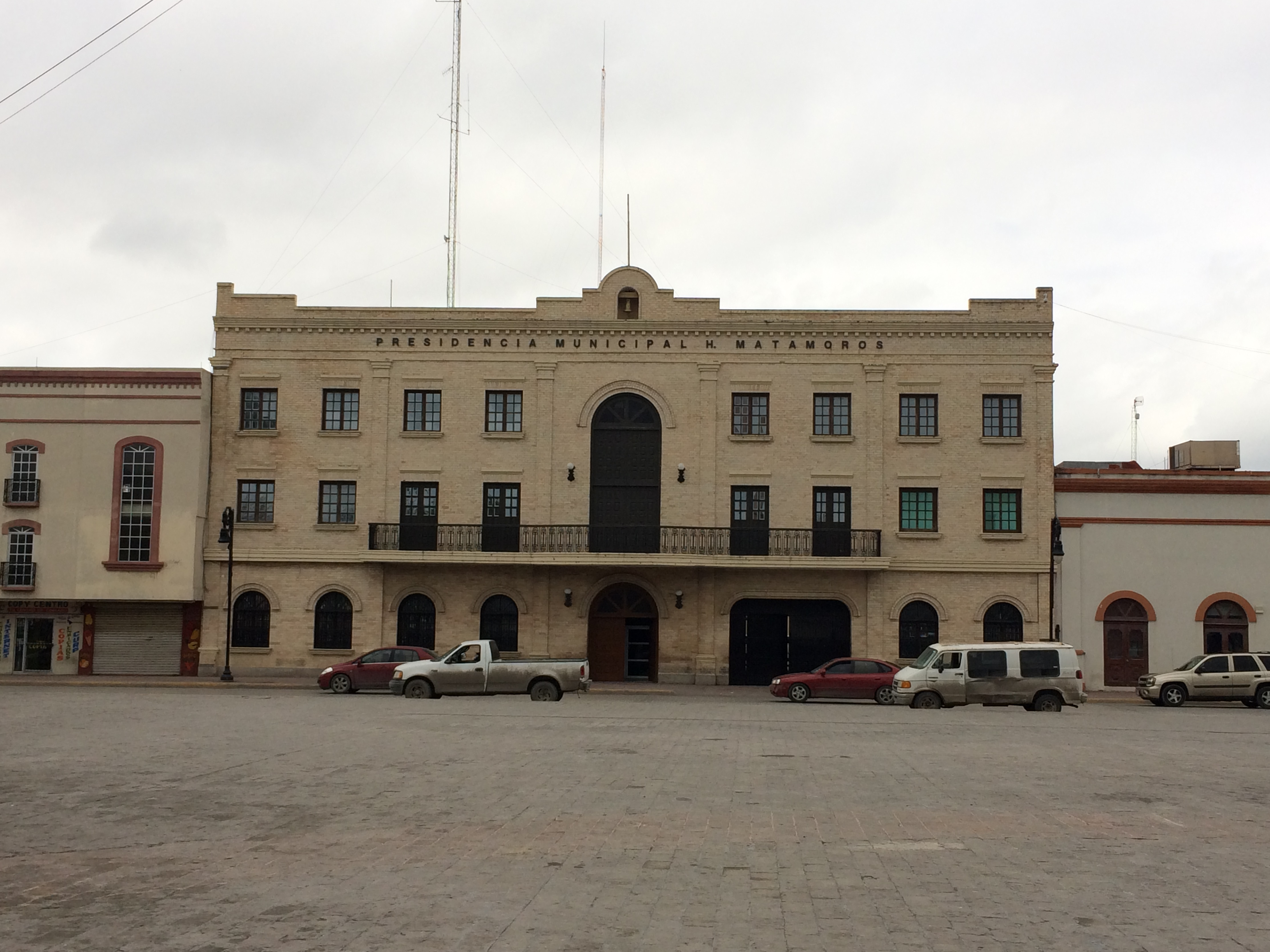
Будівля адміністрації
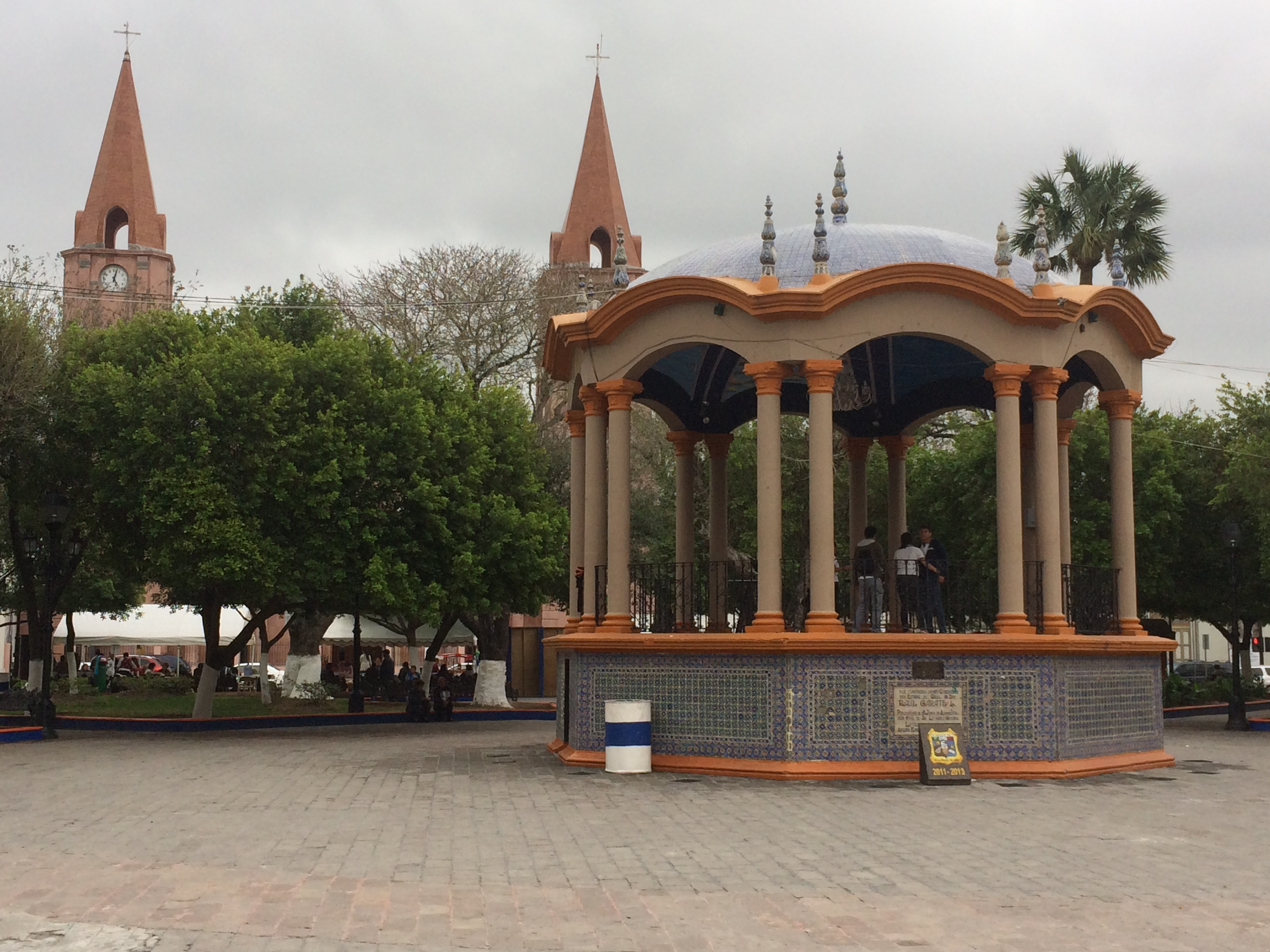
Центральна площа Еройка-Матамороса
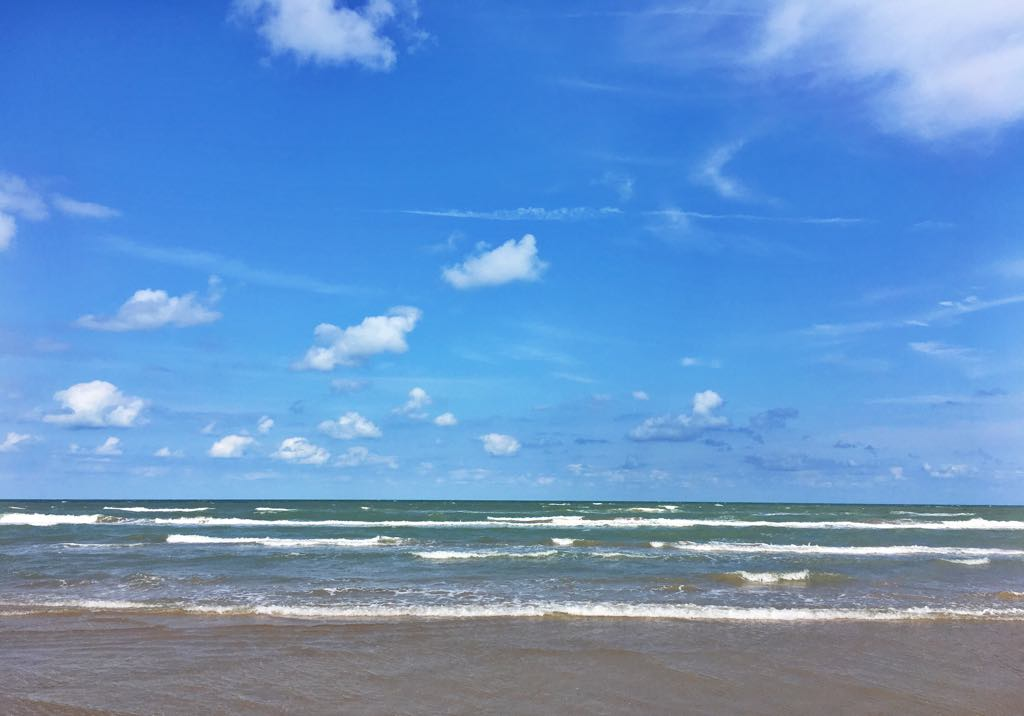
Пляж Багдад